# 赛折站
賽折站（：／ Saejeol yeok */?）副站名新寺（신사），是首尔地铁6号线沿線的一座地下車站，位於韓國首爾特別市恩平區新寺2洞。興建時的臨時站名為「北加佐站」（북가좌역），後來為了避免與新沙站混淆，改以韓語固有詞命名，中文譯作賽折；而則記作副站名，並譯為「新寺」以作區隔。

## 車站結構
站體為2面3線完全混合式月台的地下車站，候車月台設有月台幕門，並有4處出口。
本站為首發車起訖站，內側月台並設有停泊線供末班車停靠。

### 月台配置
| 鷹岩 ↑   |
| 下 \| 上 |
| ↓ 繒山   |

| 月台 | 路線           | 目的地                             |
| ---- | -------------- | ---------------------------------- |
| 下行 | ●首尔地铁6号线 | 數碼媒體城、孔德、烽火山、新內方向 |
| 中線 | ●首尔地铁6号线 | 此站終着                           |
| 上行 | ●首尔地铁6号线 | 鷹岩方向                           |

## 歷史
- 2000年12月15日：落成啟用。

## 車站周邊
- 鷹岩4洞治安中心
- 佛光川（朝鲜语：불광천）
- 上新中學
- 崇實高校
- 沖岩高校
- 首爾延恩初等學校
- 大林市場
- 鷹岩市場
- 鷹岩洞郵局
- 明知科技大學
- 新寺洞山嶺

## 圖片

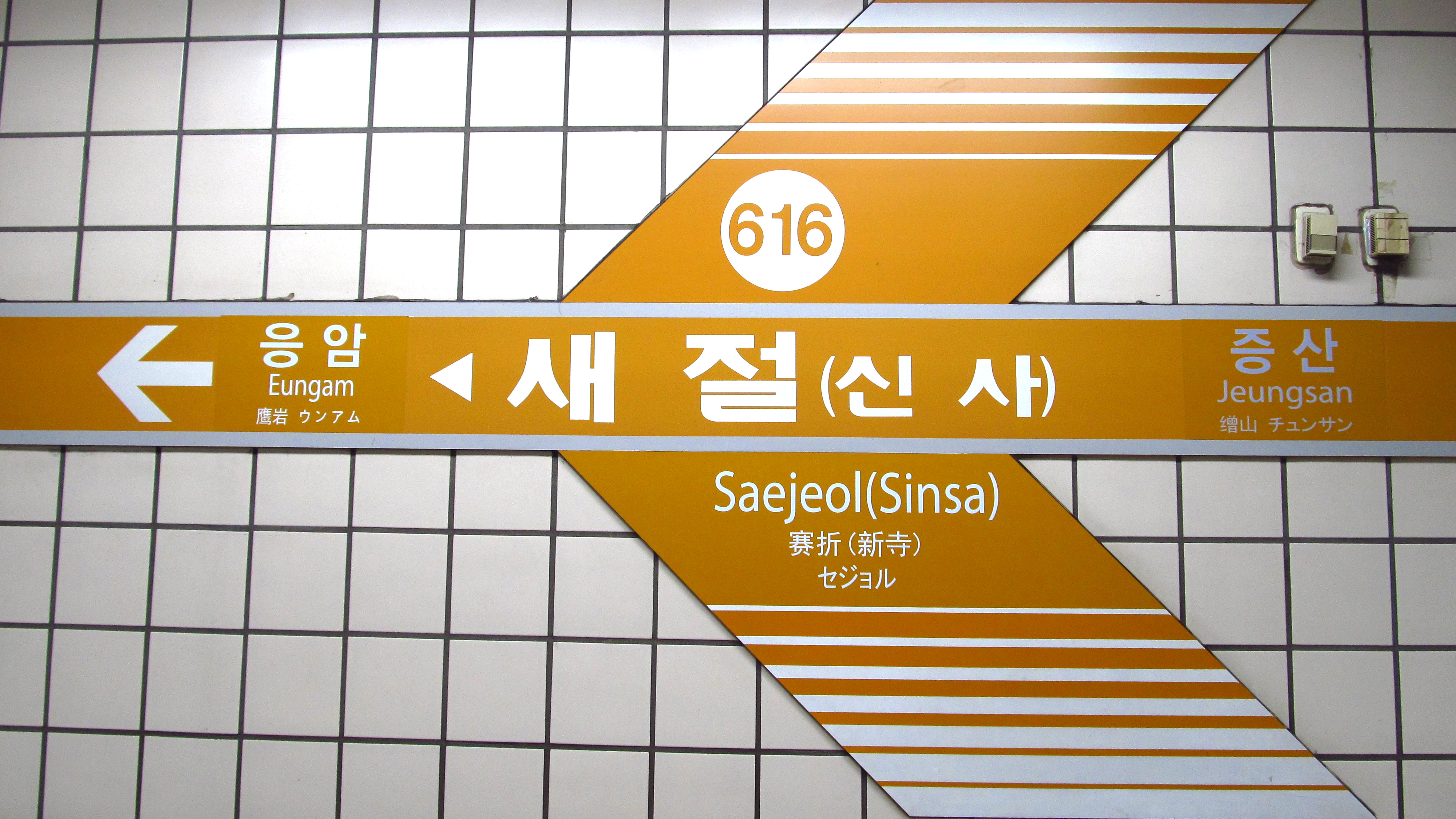
站名牌
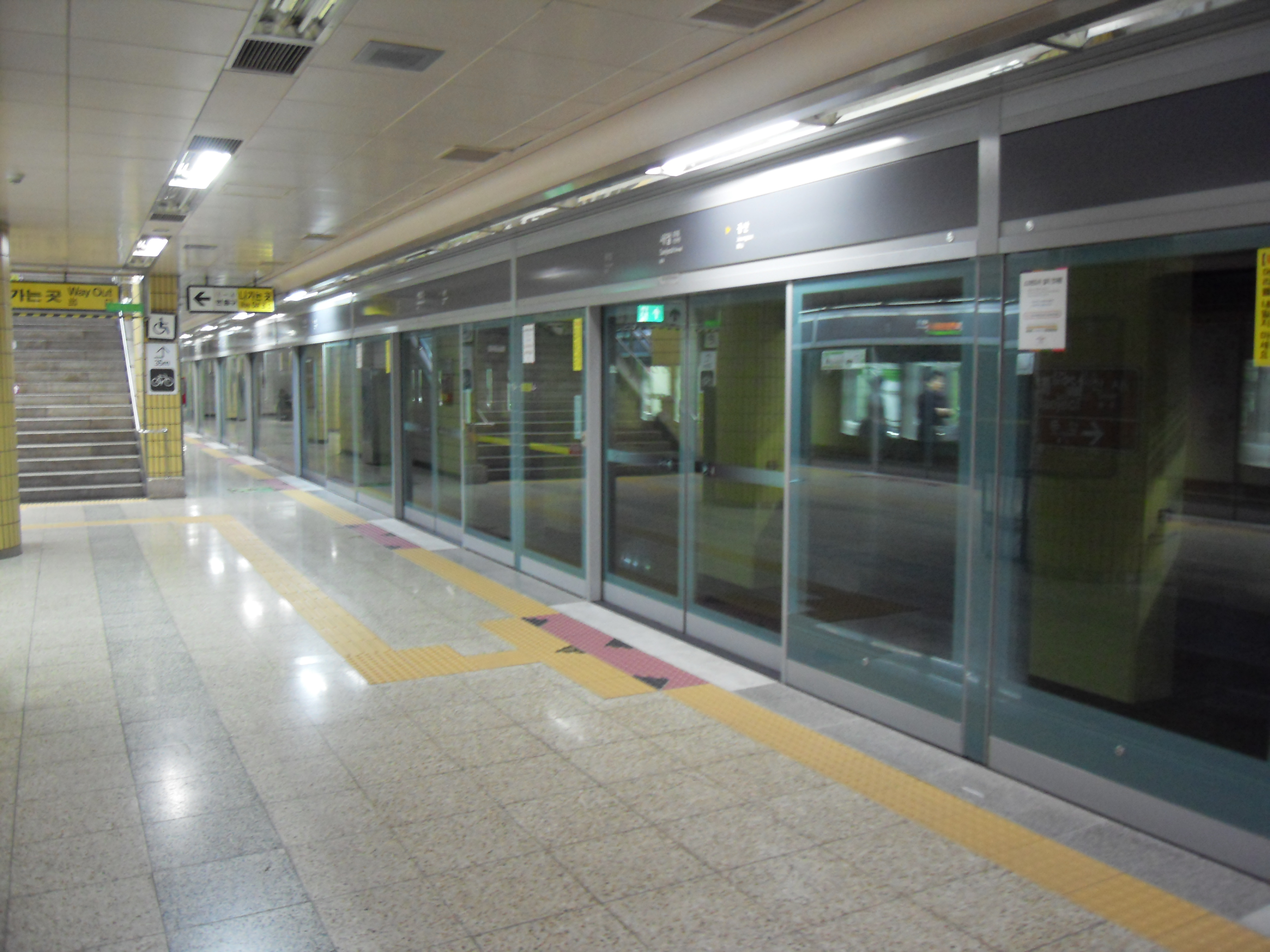
候車月台（該側僅供首發車與末班車停靠）
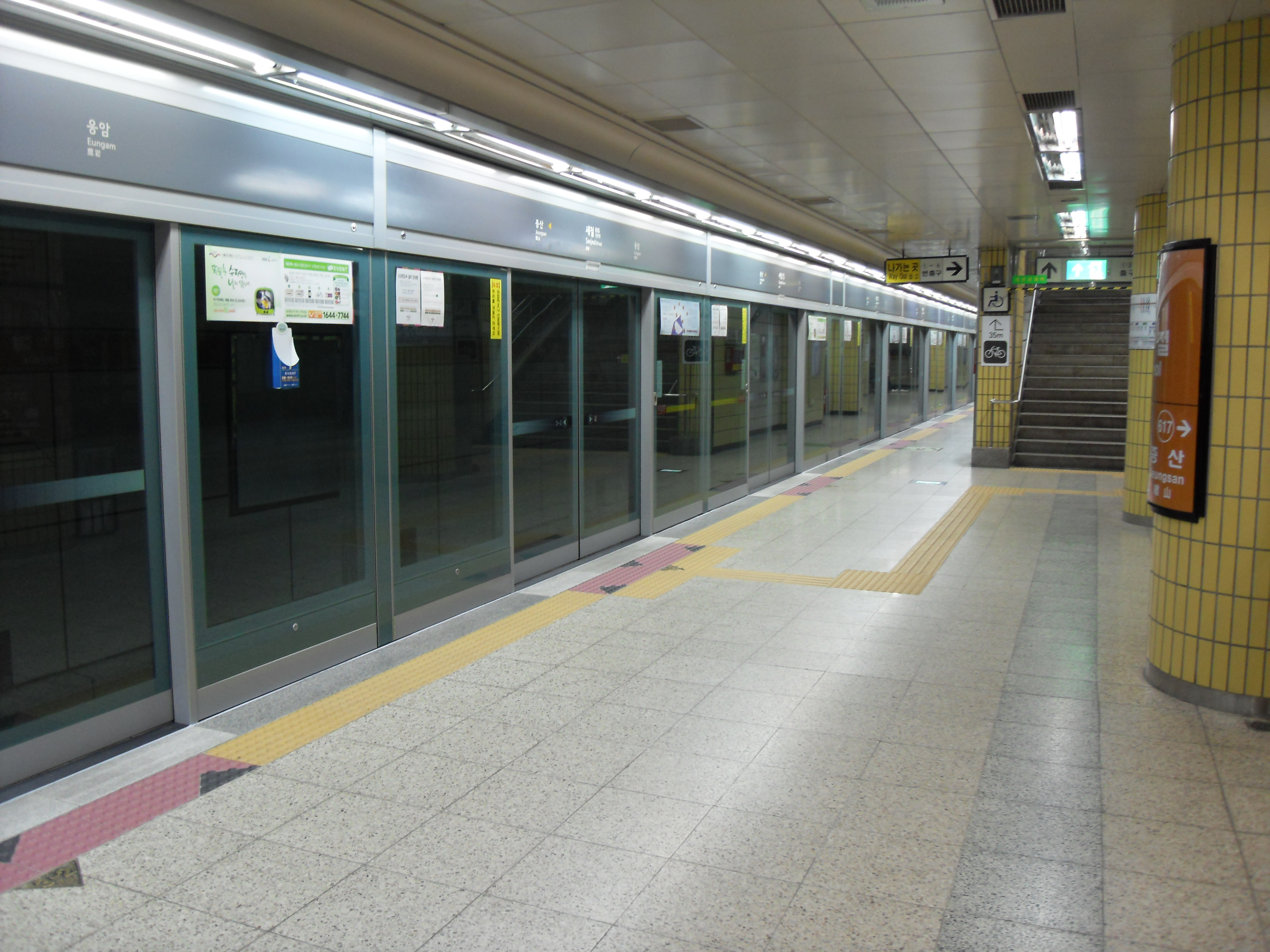
候車月台（往新內方向）
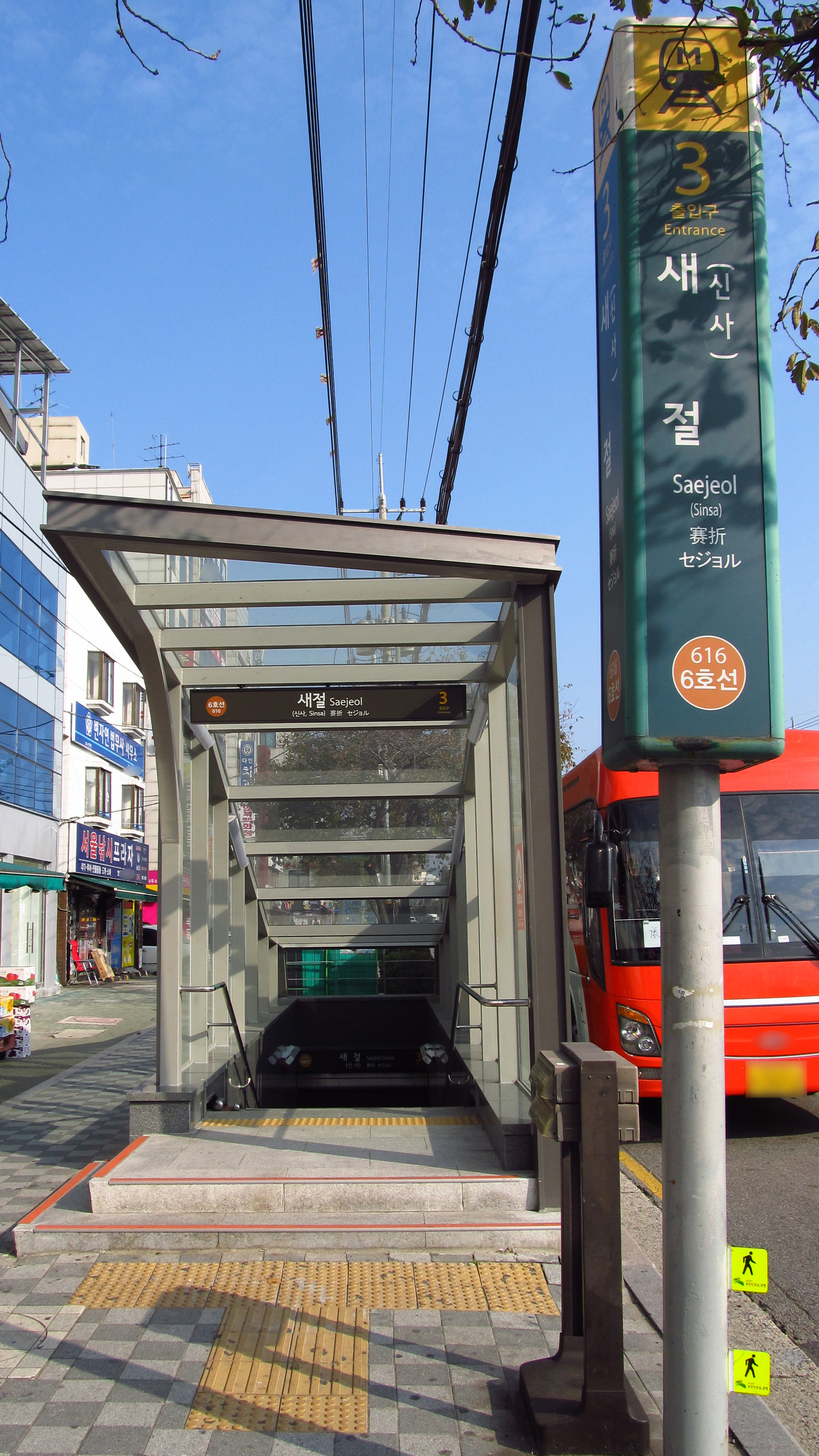
3號出口
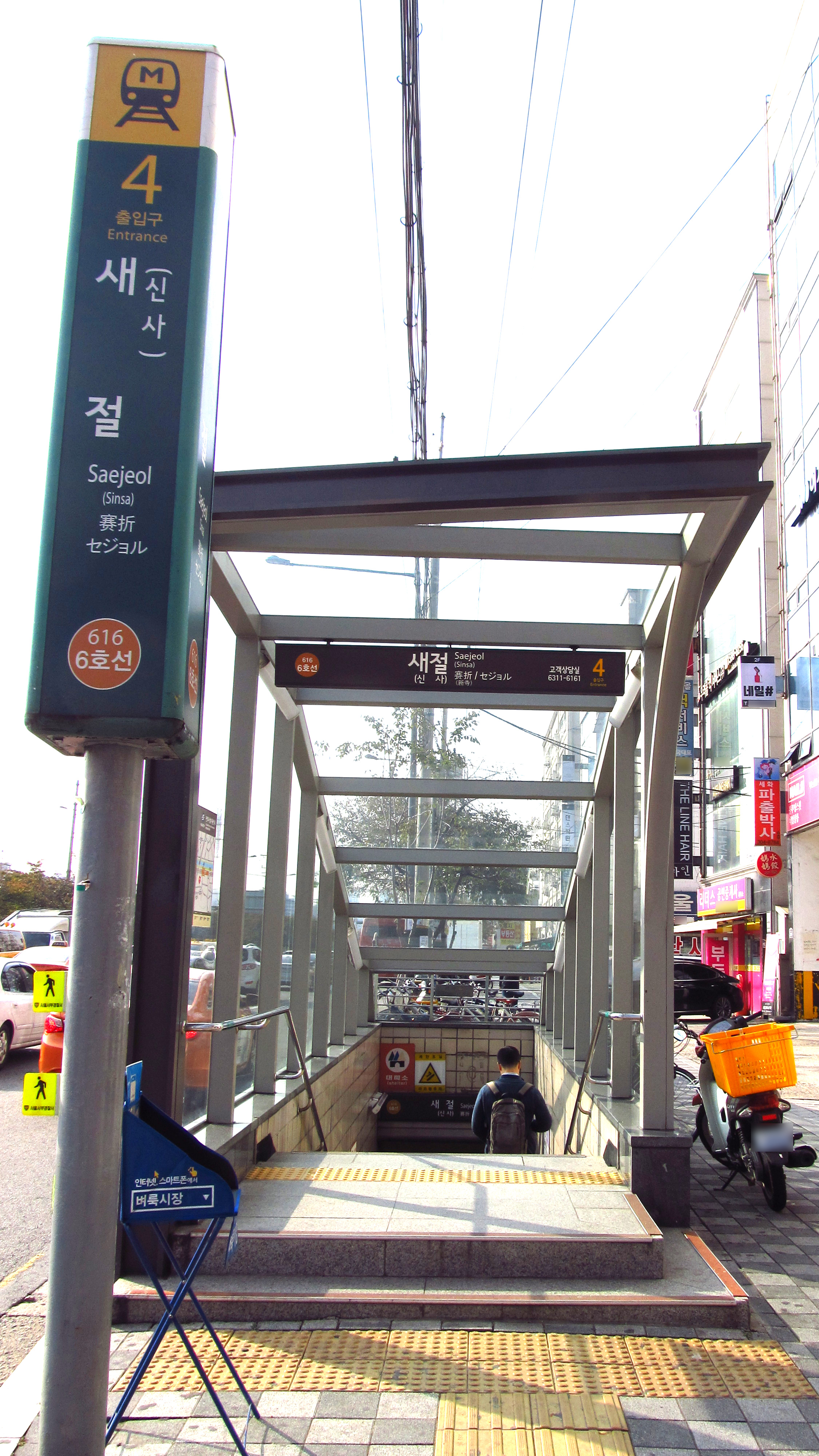
4號出口

## 相鄰車站
首爾交通公社
●首尔地铁6号线
鷹岩（610)）－賽折（616）－繒山（617）